# Eli Squick
Eli Squick (Eli Squinch) è un personaggio immaginario dei fumetti Disney.
Creato nel 1934 da Ted Osborne e Floyd Gottfredson, è un avido usuraio e affarista senza scrupoli, avversario di Topolino, spesso complice di Gambadilegno. È un personaggio secondario, comparso principalmente in poche storie di produzione americana degli anni trenta.

## Descrizione
Non più giovanissimo, alto e snello, in buona forma nonostante la postura a volte un po' curva, Eli Squick ha lunghe orecchie, un mento molto pronunciato, sguardo sveglio, capelli bianchi o grigi con riga al centro e basette lunghe e folte.
Indossa un completo da gentiluomo americano del Sud del primo novecento: frac nero, pantaloni di lana chiari, gilet, cravatta a nastrino, scarpe con ghette, un cappello a forma di bombetta allungata, un bastone da passeggio e un paio di occhiali.

## Personalità
Squick ama apparire in società come un signore distinto e socievole, ma in realtà è avido di denaro, calcolatore e senza scrupoli. Assume ipocritamente atteggiamenti gentili e ossequiosi se spera di ottenerne un tornaconto, tuttavia appare imbronciato e dalla risposta secca quando è contrariato; persegue i propri fini preferendo stare nella legalità, ma quando la situazione lo richiede non esita a mettersi al di fuori di essa.
Nelle storie degli anni trenta in cui viene affiancato a Gambadilegno, Squick assume il ruolo di mente del duo rispetto al più stupido e rozzo complice, con un rapporto simile a quello fra l'avvocato Silvestro Lupo e Pietro nelle storie di qualche anno prima.

## Storia editoriale

### Storie di produzione statunitense
Eli Squick è apparso in tre storie di Topolino negli anni trenta, tutte di Osborne e Gottfredson e in continuity tra di loro (ogni storia a strisce era il seguito di quella precedente).
Fa la sua prima apparizione in Topolino e l'elefante (1934), in cui cerca di impossessarsi con ogni mezzo di Bobo, un elefantino acquistato ad un'asta da Topolino.
Appare in seguito nella storia Topolino e il tesoro di Clarabella (1935), dove lo si vede corteggiare subdolamente Clarabella al solo scopo di impossessarsi della mappa del tesoro di suo nonno.
Successivamente è apparso nella celebre storia Topolino e il gorilla Spettro (1937), nella quale, in compagnia di Gambadilegno, segue Topolino, Minni, Pippo e il gorilla Spettro in un avventuroso viaggio nell'Africa Nera alla ricerca di un favoloso tesoro.
Dopo queste storie, il personaggio verrà messo da parte nelle storie di Topolino di produzione americana in favore di altri villain come Giuseppe Tubi e soprattutto Macchia Nera.

### Storie di produzione britannica
Eli Squick compare come antagonista di Paperino in quattro storie a strisce, disegnate in Gran Bretagna a partire dal 1937 da William A. Ward. La prima storia è Donald and Donna.

### Storie di produzione italiana
In Italia Squick fa la sua prima apparizione nella storia Paperino chiromante (1939) di Federico Pedrocchi e Enrico Pinochi. Nel 1949 è fra i numerosi personaggi che compaiono nella celebre parodia di Guido Martina e Angelo Bioletto L'Inferno di Topolino, in cui viene collocato nel girone degli avari.
Successivamente il personaggio ha fatto rare apparizioni nelle storie di produzione italiana, venendo ripreso solo dagli autori Sergio Asteriti e Gian Giacomo Dalmasso in tre storie pubblicate tra il 1965 e il 1975: Topolino e il tesoro della corona (sorta di sequel di Topolino e il gorilla Spettro, 1965), Topolino alla ricerca di un tesoro perduto (1974) e Topolino e i dieci quintali d'oro (1975).
Dopo molti anni, nel 2013 Squick è apparso nella saga Weird West Mickey, scritta da Stefano Ambrosio.

### Storie di produzione danese
A partire dagli anni novanta Eli Squick è stato utilizzato frequentemente dagli autori danesi. Dopo essere comparso nella storia Shark Reef del 1992 (di Jack Sutter e Miguel Fernandez Martinez), l'usuraio è apparso in almeno altre dodici storie di produzione danese, in cui a volte oltre a Squick sono presenti altri personaggi delle storie di Gottfredson come Bobo o Capitan Mastrorocco.

### Altre produzioni
Negli anni duemila è stato ripreso anche in alcune storie di produzione olandese; è comparso anche in Mickey vu par Trondheim, un omaggio di Lewis Trondheim alle storie di Topolino degli anni trenta.